# Yves Ackermann
Yves Ackermann  est un homme politique français, membre du Parti socialiste, né le 1er juin 1949 à Belfort. Il est président du conseil général du Territoire de Belfort de 2004 à 2015, et sénateur français du Territoire de Belfort en 2008.

## Biographie
Marié et père de quatre garçons, il fait des études de droit et de sciences politiques à l'Université de Dijon et obtient une maîtrise de droit privé.
Il commence sa carrière en qualité de chargé des affaires juridiques à la direction départementale de l'équipement (DDE). En 1987, il exerce la fonction de directeur général adjoint de l'Office départemental HLM (devenu en 2004 Territoire habitat) jusqu'en 1998. Il est maire de Valdoie de 1986 à 2004, année où il accède à la présidence du conseil général dont il était le 1er vice-président, chargé des finances, du patrimoine, de la culture et de la coopération internationale.
Très impliqué dans la vie associative au cours de sa jeunesse, Yves Ackermann a aussi été un joueur de football de bon niveau au club de Valdoie, avant d'en devenir entraîneur, puis président. Il contribue à mettre en place le district de football du Territoire de Belfort en 1977. Il est premier secrétaire fédéral du PS de 1993 à 2003.
À la suite du décès de Michel Dreyfus-Schmidt, il devient sénateur du département, quelques semaines avant un scrutin qui l'oppose au sortant auquel le PS n'a pas renouvelé son investiture et à Jean-Pierre Chevènement. Il est battu au second tour de scrutin le 21 septembre 2008.
En 2014, Jean-Pierre Chevènement n'est pas candidat à sa succession aux élections sénatoriales. Yves Ackermann est alors investi par le parti socialiste pour essayer à nouveau de retrouver son siège de sénateur. Il est néanmoins battu dès le premier tour par le candidat de l'UMP Cédric Perrin.
Lors des élections départementales de 2015 dans le Territoire de Belfort, il ne parvient pas à être réélu dans son canton ce qui l'empêche de prétendre à nouveau à la présidence du conseil départemental.

## Mandats en cours
- 1977 - en cours : conseiller municipal de Valdoie
- 1998 - 2015 : conseiller général du canton de Valdoie
- 2004 - 2015 : président du conseil général
- 8 septembre 2008 - 30 septembre 2008 : sénateur du Territoire de Belfort, à la suite du décès de Michel Dreyfus-Schmidt

## Anciens mandats
- 1986 - 2004 : maire de Valdoie.

## Décorations
- Chevalier de la Légion d'honneur Ie 12 juillet 2013[2].